# ФИДЕ майстор
ФИДЕ майстор (съкратено ФМ) е звание, присъждано от Международната федерация по шахмат (ФИДЕ).
Учредено през 1978 г., ФМ званието е по-ниско от званията международен майстор и гросмайстор, но е по-високо от кандидат-майстор. Най-обикновеният начин шахматист да получи звание ФИДЕ майстор е като достигне международен коефициент ЕЛО от 2300 или повече точки.
Званието се присъжда на мъже и жени, които участват в международни шахматни състезания. Присъжда се също на композитори и решаватели на шахматни задачи.